# 捷克斯洛伐克對德意志人的驅逐

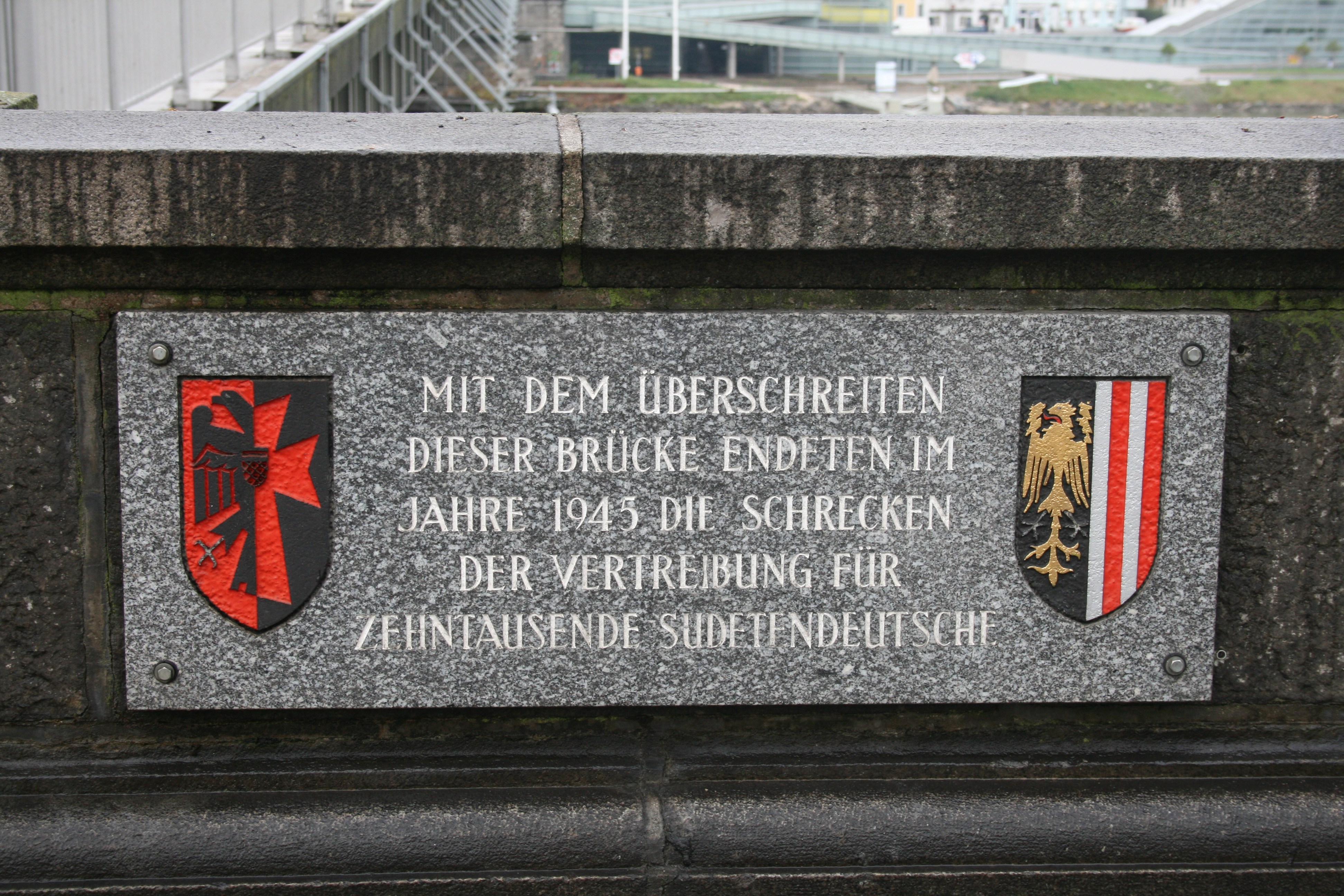
林茨的尼伯龙根桥（Niebelungenbrücke），1945年5月30日的布尔诺死亡行军纪念碑

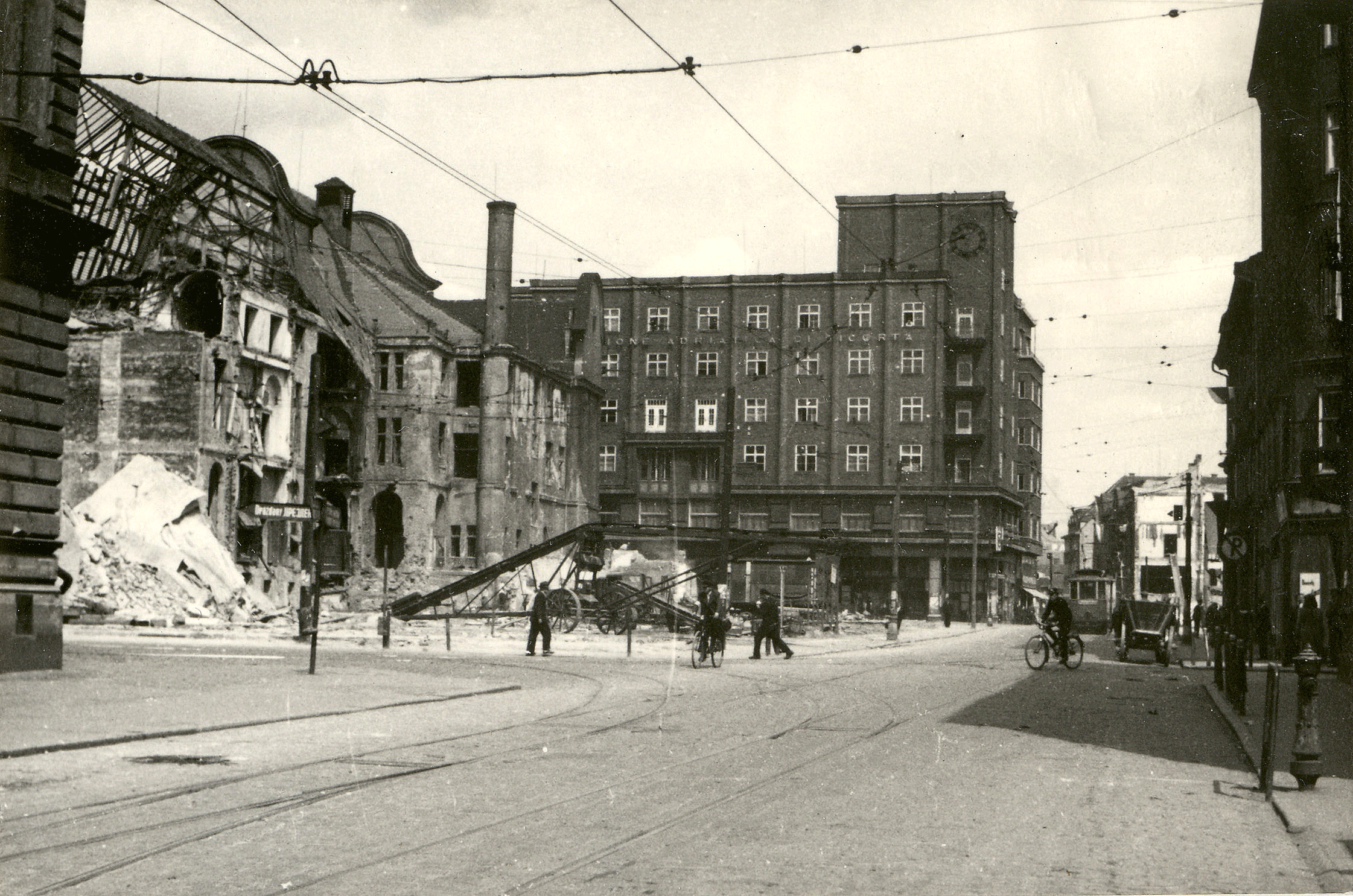
1945年7月31日奧西格（Aussig，今拉貝河畔烏斯季），数量不详（至少43人）的苏台德德国人被屠杀。屠杀是在弹药库发生爆炸后开始的，许多人在其中丧生。大屠杀发生几天后，该市50,000多名德国人中的大多数人流离失所。图为1945年春天盟军轰炸后的损坏情况。照片：捷克共和国拉贝姆博物馆

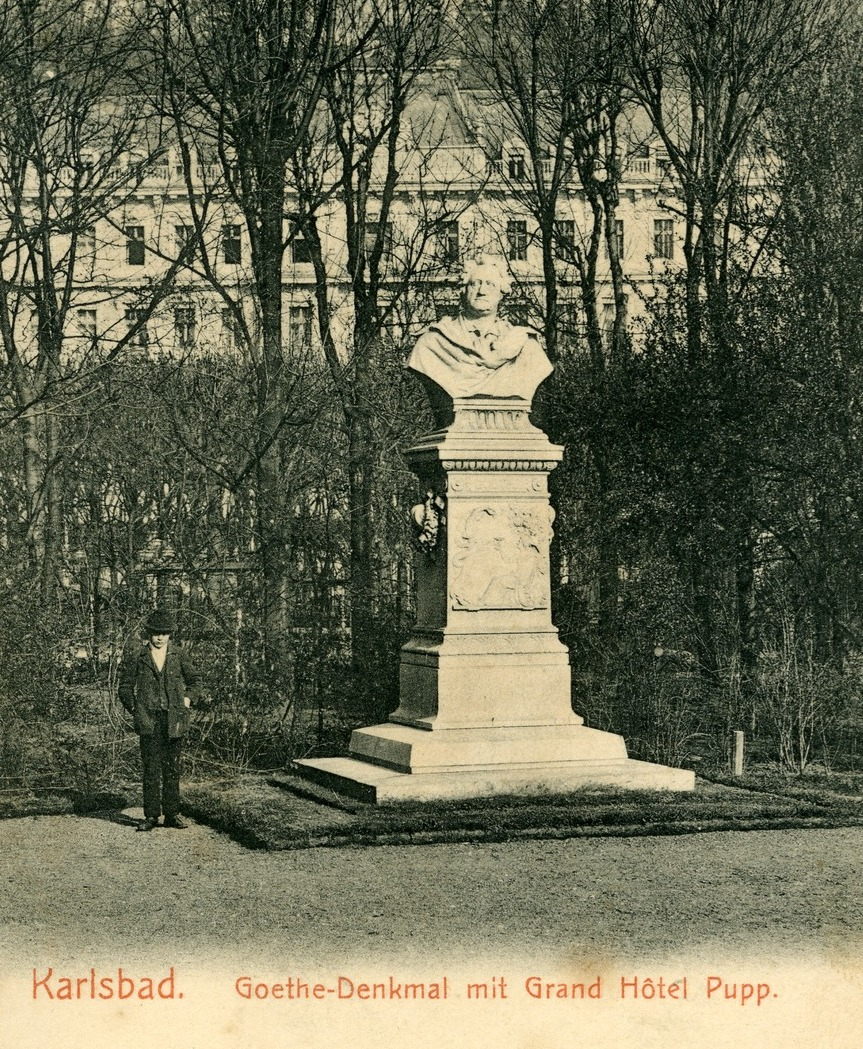
卡爾斯巴德（Karlsbad，今捷克卡罗维发利）的歌德纪念碑。在德意志人被驱逐後，半身像被拆除，底座被扔掉

二战后从捷克斯洛伐克驱逐德意志人是二战期间和之后从中东欧撤离和驱逐德国人的一系列行动的一部分。
在德国占领捷克斯洛伐克期间，捷克抵抗组织要求将德国人驱逐出捷克斯洛伐克。捷克斯洛伐克流亡政府通过了驱逐德国人的决定，该政府于1943年开始寻求盟国对该提议的支持。然而，直到1945年8月2日波茨坦会议结束时，才最终达成驱逐德国人的协议。
在战争结束后的几个月里，从5月到1945年8月发生了“疯狂的”驱逐。捷克斯洛伐克总统愛德華·貝奈斯于1945年10月28日呼吁“德国问题最終解決方案”，这将必须通过将德国人从捷克斯洛伐克驱逐出境来解决。
驱逐是根据地方当局的命令进行的，主要是由武装志愿者团体进行的。然而，在某些情况下，它是在正规军的协助下发起或实施的。数千人在驱逐期间惨死，更多人因此死于饥饿和疾病。根据波茨坦会议，驱逐从1946年1月25日持续到当年10月。大约160万德国人被驱逐到美佔区（西德），估计有80萬人被驱逐到苏佔区（东德）。
驱逐于1948年结束，但并非所有德国人都被驱逐；未被驅逐的总人数估计在大约160,000到250,000之间。西德政府在1958年估计，在驱逐期间德国族裔的死亡人数约为270,000，此后历史文献中一直引用了这一数字。德国和捷克历史学家联合委员会在1995年进行的研究发现，之前关于220,000至270,000人死亡的人口统计数据被夸大了，而且基于错误的信息；他们得出的结论是，实际死亡人数至少为15,000人，如果假设没有报告某些死亡人数，则死亡人数最多可达30,000人。委员会的声明还说，德国的记录显示，有18,889人确认死亡，其中包括3,411人自杀。捷克记录显示22,247人死亡，包括6,667例不明原因病例或自杀。